# ショーム

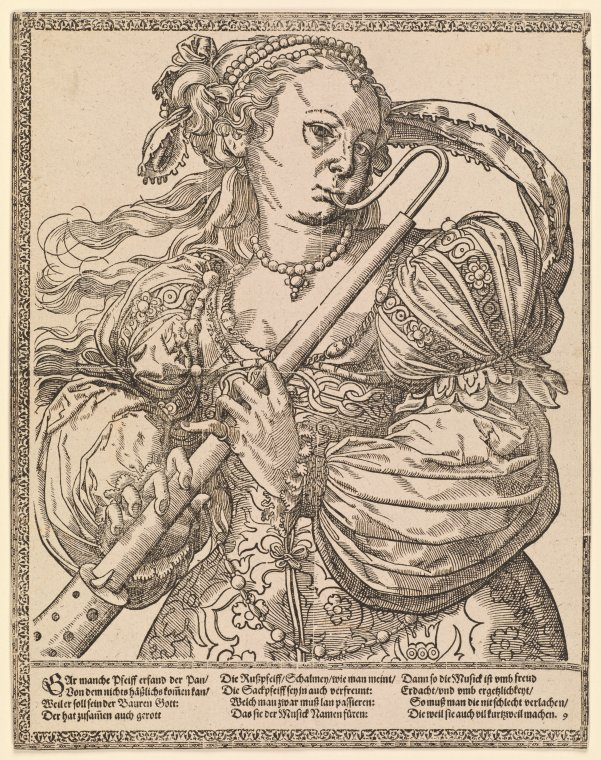
バス・ショームを吹く女, (Tobias Stimmer ca. 1500)

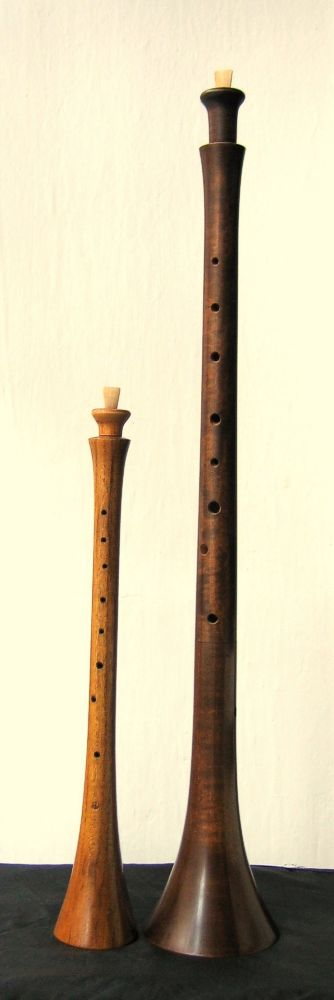
ショーム

ショーム（英:Shawm）はヨーロッパで13世紀後期から17世紀にかけて作られた、ルネッサンス期の木管楽器である。オリエントのズルナが進化したもので、現在のオーボエの祖先である。ショームはドイツ語ではシャルマイ(Schalmei)と呼ばれており、この語は葦や植物の茎を意味するラテン語のcalamusに由来すると言われている。しかし一方では、ヨーロッパのショームは十字軍の時代に近東からヨーロッパにもたらされた類似の楽器が進化したものと思われることから、エジプトの伝統的なオーボエの名であるアラビア語のsalamiyaあるいはsalameyaから来ているのではないかとする説もある。このことは、様々なヨーロッパの国々で伝統楽器として用いられている多くの民族的なショームが、非常に良く似た名で呼ばれていることからも証明される。例えばスペインのドゥルサイナ（w:dulzaina、チリミータchirimitaとも呼ばれる）、カタルーニャのショーム(w:Catalan shawm)（シリミアxirimia、ドルサイナdolçainaまたはグラリャgralla、ティブレtible、テノーラtenora）、ポルトガルのチャラメラ(charamela)、イタリアのチャラメッラ(ciaramella)などである。
ショームは長い直管にベル（朝顔）がついた楽器であった。管体は円錐管で、バスーンのリードを小さくしたようなダブルリードで演奏され、大きな音が出た。中世のショームと非常に良く似た楽器は、現在でもなお多くの国々で、ストリート・ミュージシャンや時には軍楽隊によって、演奏されているのを聴くことが出来る。軍楽隊での利用は、十字軍の兵士たちにとって馴染みの深いものであったろう。彼らはしばしば、ショームとネイカー（w:naker、中東地域の太鼓）によるイスラム教諸国の巨大な楽隊に直面していたからである。それは心理的な兵器として使われていたのであった。これは深い印象を与えたとみられ、ショームは軍事目的のみならずダンスのためにも、ヨーロッパ人たちにすぐに受容された。15世紀における標準的な屋外のダンスバンドは、流行歌の旋律を演奏する1本のスライド・トランペットと、これに即興で対旋律をつける2本のショームとで構成されていた。16世紀の初頭までには、ショームは顕著な進化を遂げた。当初の鋭い音色は、長さがほぼ倍になることによって柔らかなものとなり、倍音を変化させるために付加管が設けられた。とりわけそれなりの人数で合奏した際の大きく堂々とした音色が、都市当局者の要求にとても良く合致したために、ショームは都市の楽隊、すなわちウェイト（wait、英国の都市楽隊）に標準装備される楽器となった。ショームはウェイトと切っても切り離せないものになったために、ウェイト・パイプ(wait-pipe)とも呼ばれた。
ラウシュプファイフェ(w:rauschpfeife)は、リードにキャップがかぶせられた楽器で、ショームと近い同族関係にある。これはバグパイプやクルムホルンのように、歌口のキャップの中にダブルリードが納められており、奏者の口がリードに触れないようになっていた。
ショームの大規模な合奏は、実に壮麗な音色を持っていたにもかかわらず、とりわけ行進の際などには、構造的な欠陥を持っていた。ソプラノ・ショームは2フィート程の長さがあり、さらに低音の楽器はその比率で長くなって行き、バスは床にベルの端を置いて演奏しなければならないほどの巨大なものであったからである。とある機智に富んだ無名の作者が、1本の木材に2本の穴を開けて底の部分でこれを繋ぐという方法を発明し、オリジナルの半分の長さで持ち運びが容易な、屈曲式のショームを作り出した。この新しい楽器は英国ではカータル(curtal)あるいはダルシアン(w:dulcian)と呼ばれ、低音楽器として一般的に使われるポピュラーなものとなり、より高音のショームが不適当だとされるような上品な編成においてすら使用されていた。
オーボエはショームを元にして、17世紀の中頃にフランスの音楽家ジャン・オトテール(Jean Hotteterre)とミシェル・ダニカン・フィリドール(Michel Danican Philidor)によって改良が加えられ、より細い内径を持ち楽器の端のリードを奏者が唇でくわえる形で演奏する楽器として誕生した。